# 東京エレクトロン テクノロジーソリューションズ
東京エレクトロン テクノロジーソリューションズ株式会社（とうきょうエレクトロン テクノロジーソリューションズ、英: TOKYO ELECTRON TECHNOLOGY SOLUTIONS LIMITED）は、山梨県を拠点とする東京エレクトロングループの企業である。

## 概要
東京エレクトロンの業務内容のうちSiやLCDなどのエッチング部門を独立する形で設立された。
現在の本社は山梨県韮崎市。エッチング装置事業は東京エレクトロンAT時代に段階的に宮城県宮城郡松島町へ移転、2010年には東京エレクトロン宮城株式会社が設立され、2011年に同社に移管した。同社は東北自動車道・泉ICからほど近い宮城県黒川郡大和町小野地区の「大和リサーチパーク」内に新工場を構えている。

## 沿革
- 1970年 - 株式会社メックエンジニアリングとして創業。
- 1975年 - メックエンジニアリング、株式会社テル・エンジニアリングと合併し、商号を株式会社テルメックに変更。
- 1983年 - 東京エレクトロン株式会社と米国ラム・リサーチ社の合弁により、テル・ラム株式会社を設立。
- 1984年 - 東京エレクトロンがテルメックを吸収合併。
- 1987年 - テル・ラムをテル山梨株式会社に商号変更。
- 1990年 - テル山梨を（旧）東京エレクトロン山梨株式会社に商号変更。
- 1997年 - （旧）東京エレクトロン宮城株式会社が設立。
- 2001年 - （旧）東京エレクトロン山梨と（旧）東京エレクトロン宮城が合併し、東京エレクトロンAT株式会社となる。
- 2004年 - 東京エレクトロンATと（旧）東京エレクトロン東北が合併、社名は継続。
- 2006年 - 東京エレクトロンAT・東京エレクトロン東北・東京エレクトロンTSの3社に分割される。
- 2010年 - 東京エレクトロン宮城株式会社を設立。
- 2011年 - 半導体製造用エッチング装置事業を東京エレクトロン宮城に移管し、商号を東京エレクトロン山梨株式会社に戻す。
- 2016年 - 東京エレクトロンTSを吸収合併。
- 2017年 - 東京エレクトロン東北を吸収合併し、商号を東京エレクトロン テクノロジーソリューションズ株式会社に変更。

## 事業所
- 山梨事業所
  - 藤井地区（本社）：山梨県韮崎市藤井町北下条2381-1
  - 穂坂地区：山梨県韮崎市穂坂町三ツ沢650
- 東北事業所：岩手県奥州市江刺岩谷堂字松長根52
- 府中事業所：東京都府中市住吉町2-30-7